# Brattfors, Hedemora kommun
Brattfors är en by och ett före detta järnbruk i Garpenbergs socken, Hedemora kommun, Dalarnas län (Dalarna)

## Historia
Bergsbruk har bedrivits i trakten sedan medeltiden. Brattfors omtalas för första gången i 1553 års jordebok som Bratteforstechten. I 1604 års skattelängd upptas en hytta och en fallhammare i Brattforshyttan. Hyttan förekommer sedan flera gånger i handlingar från 1600-talet, men omtalas i 1666 års skattelängd som öde. Hammaren omtalas dock i densamma att då ha varit i drift. Under 1700-talet tycks all verksamhet vid Brattforshyttan varit nedlagd. En kvarn finns dock utmärkt på platsen på kartor från 1770-talet. 
Under första hälften av 1800-talet anlades ett nytt järnbruk på platsen för den gamla hyttan. Detta kom att ingå i Garpenbergs bruk (aktiebolag från 1855), och bestod 1866 av en smedja, puddelugnar, två vällugnar, ett valsverk, två mumblingshammare, en släthammare samt en klensmedja. I början av 1900-talet fanns 3 lancashiresmälthärdar vid bruket, som då ägdes av Garpenbergs AB. 1905 lades all verksamhet vid Brattfors bruk ned. 
Det var samma år som dåvarande slutstationen Garpenberg vid Brattfors på Gruvgården-Fors Järnväg öppnades för trafik. Det byggdes ett stickspår till bruket från stationen. Det ska emellertid enligt vissa uppgifter varit någon typ av verksamhet på bruket en tid efter 1905 men det fanns ingen tillverkning vid bruket år 1908
Kvar idag finns arbetarbostäder, stationshus, kraftstation, kvarn och ruiner efter tre stycken kolhus.

## Bilder

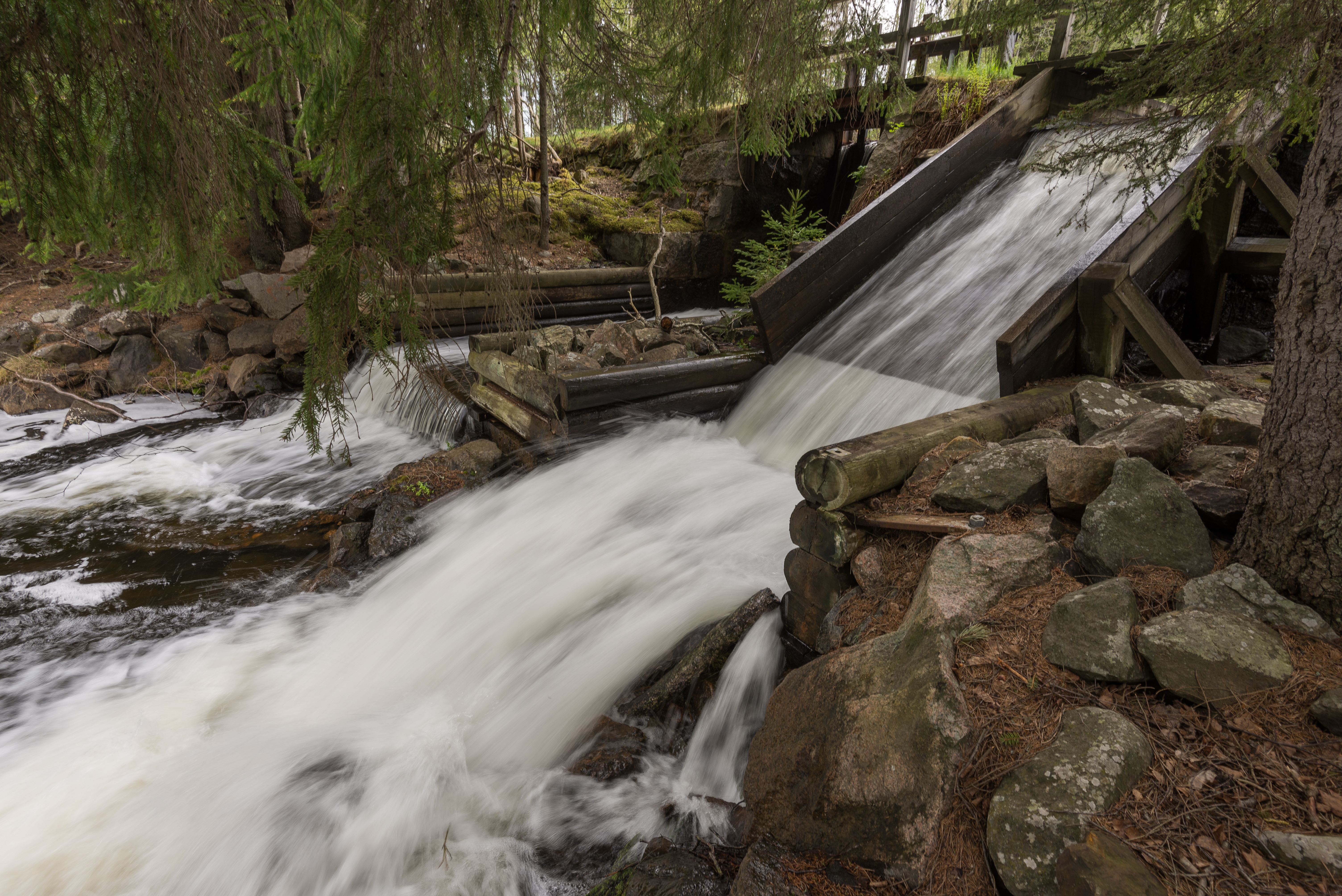
Brattforsdammen.
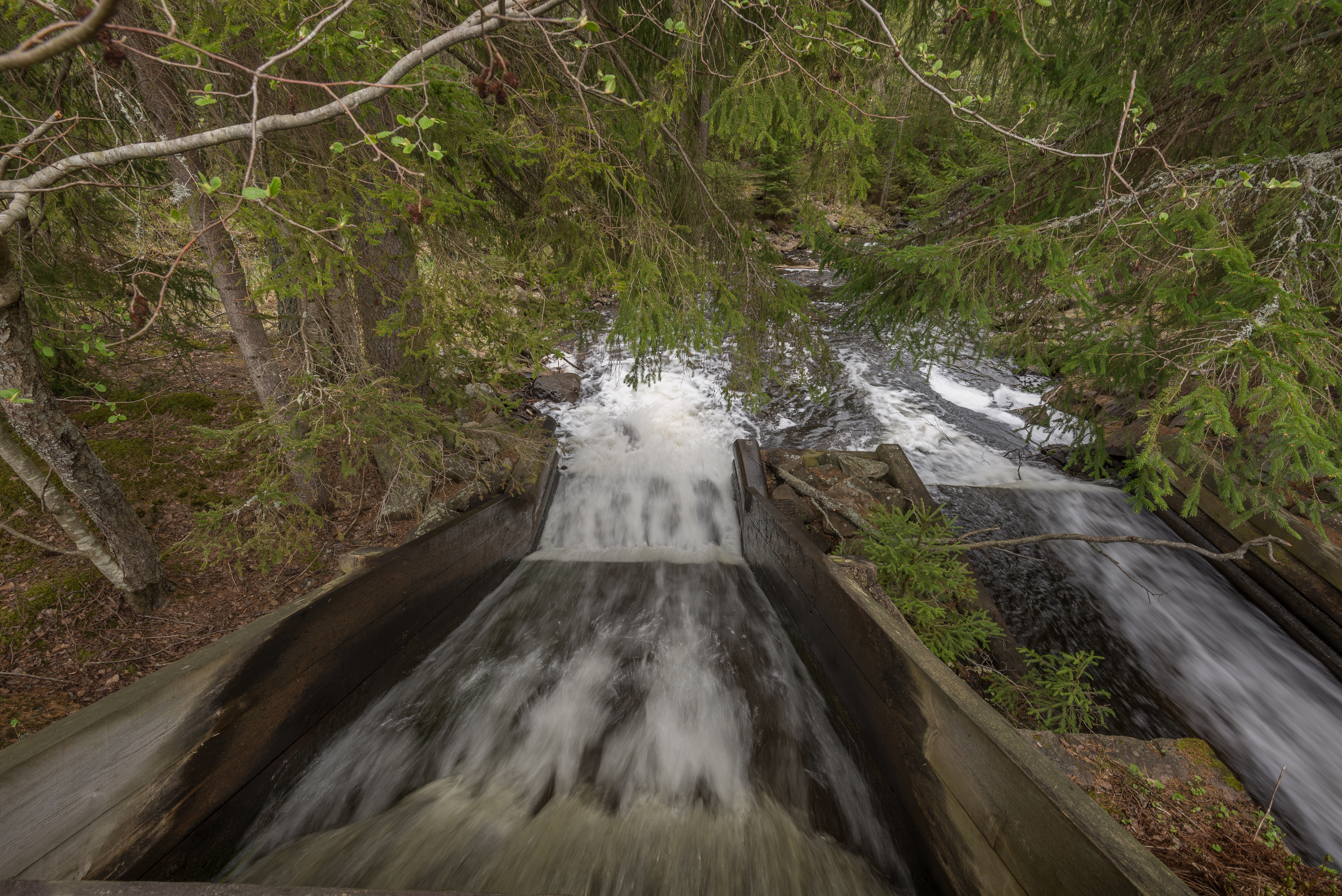
Nedre Brattforsdammen.
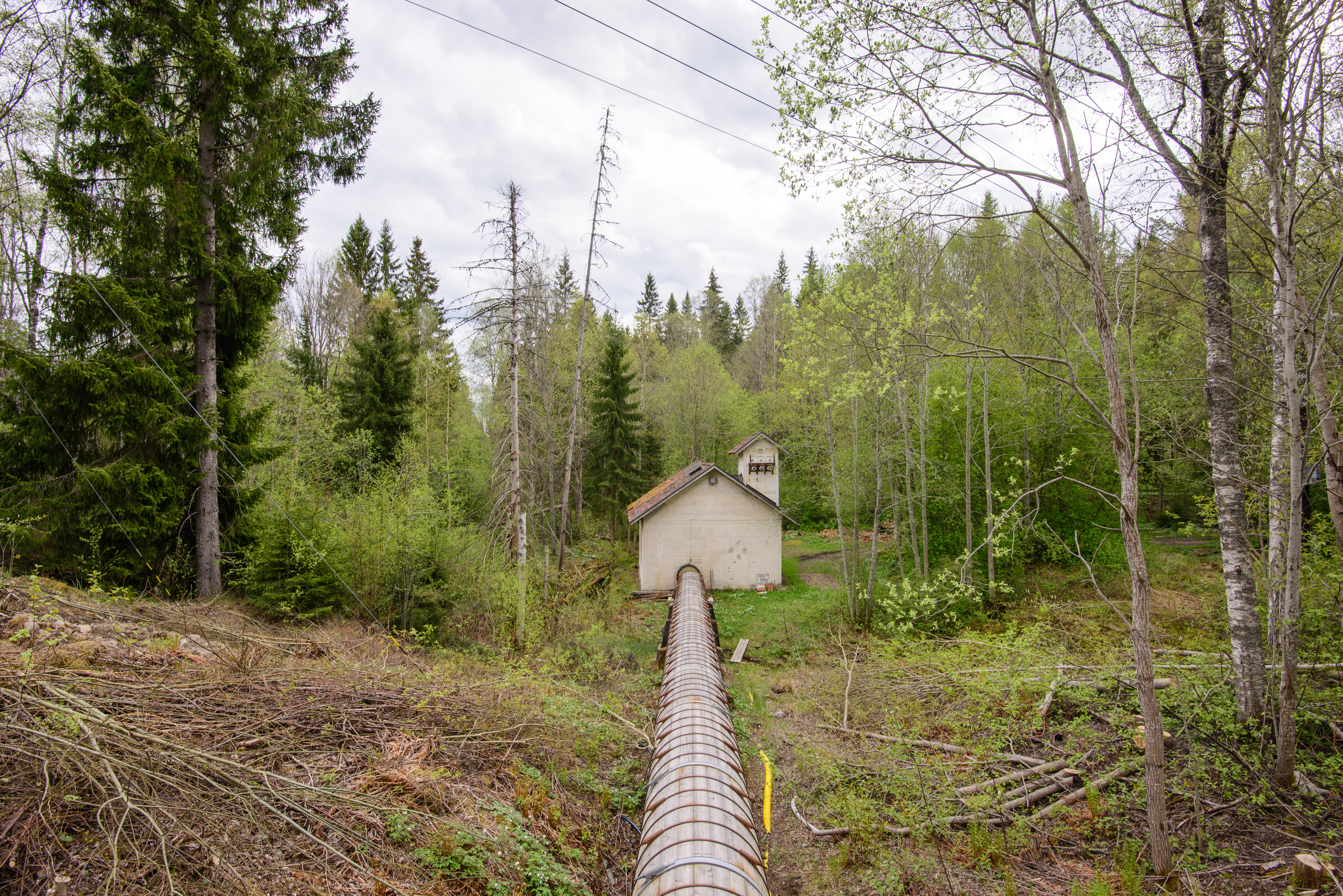
Vattenkraftverket (2015) som återöppnades 2012.
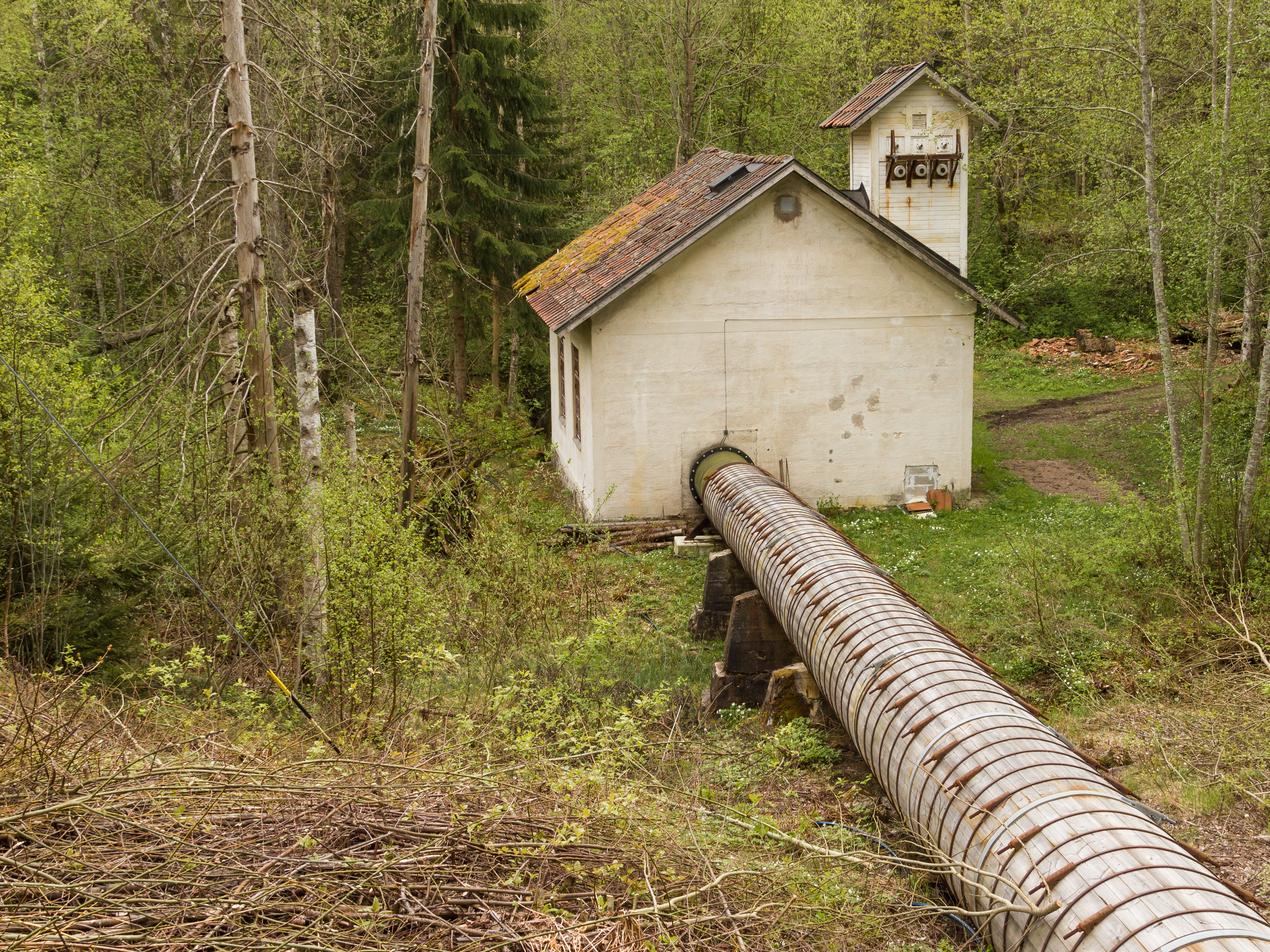
Samma vattenkraftverk (som återöppnades 2012) ur en annan synvinkel.
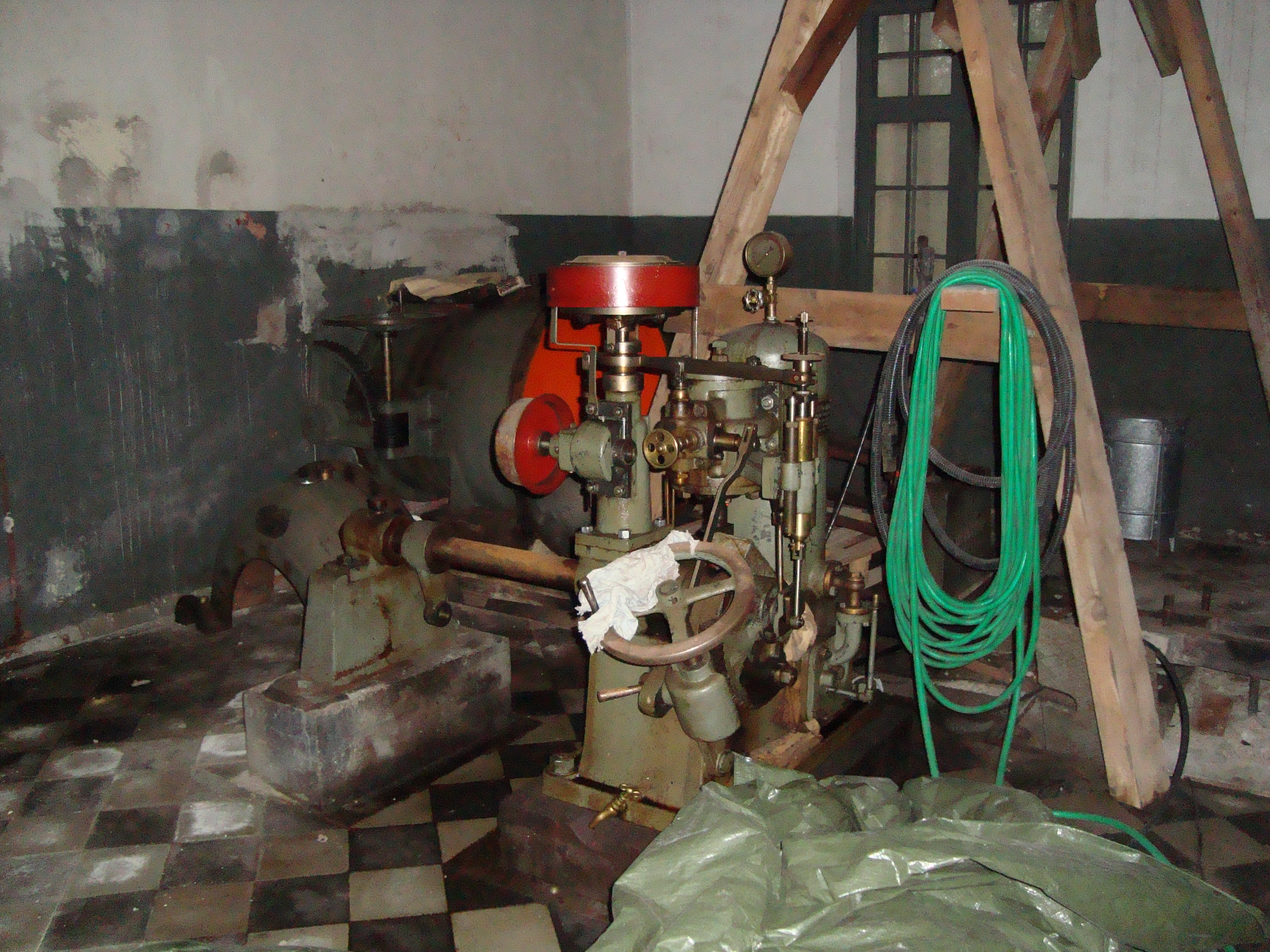
Interiör av kraftverket 2008.
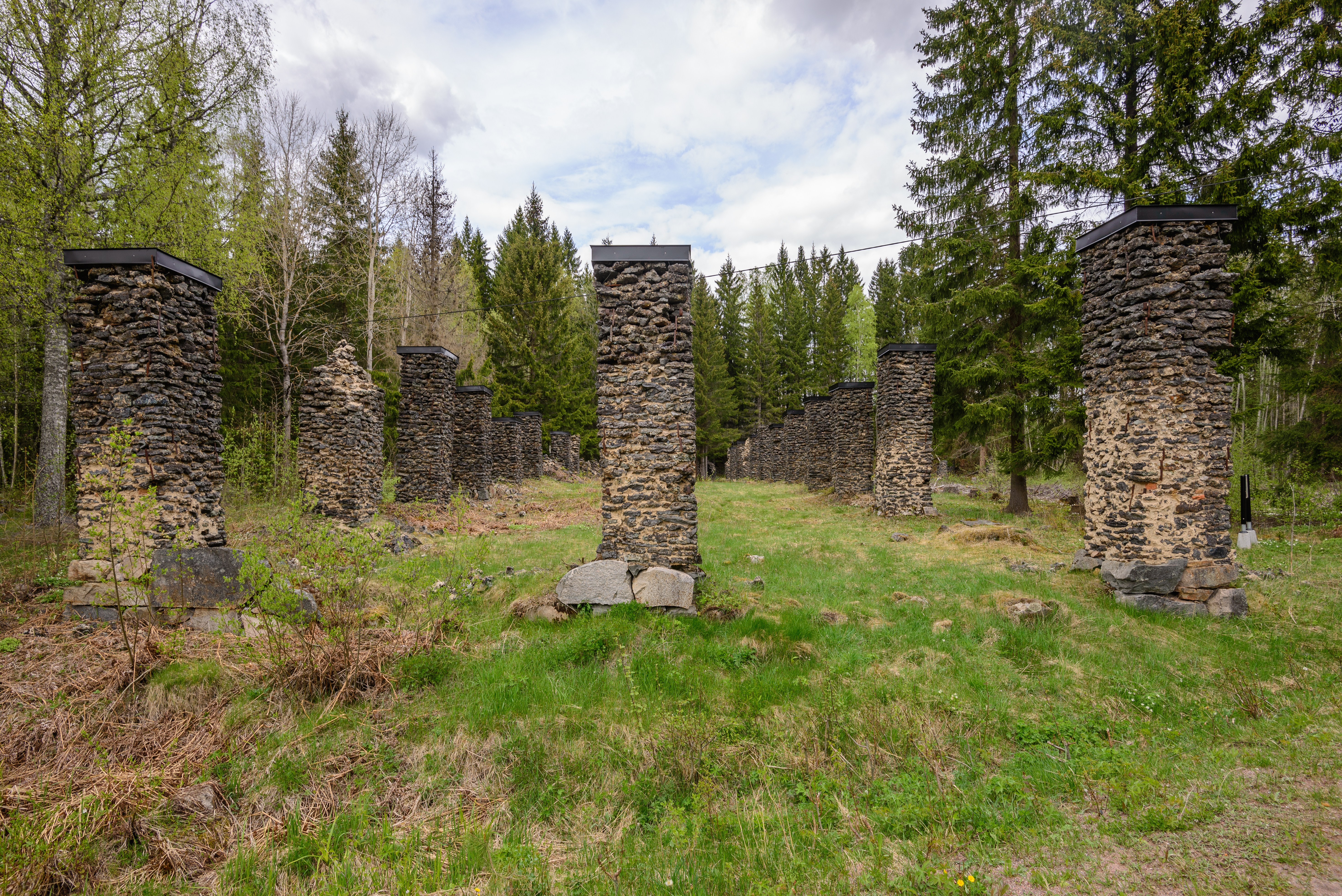
Ruiner efter kolhus.
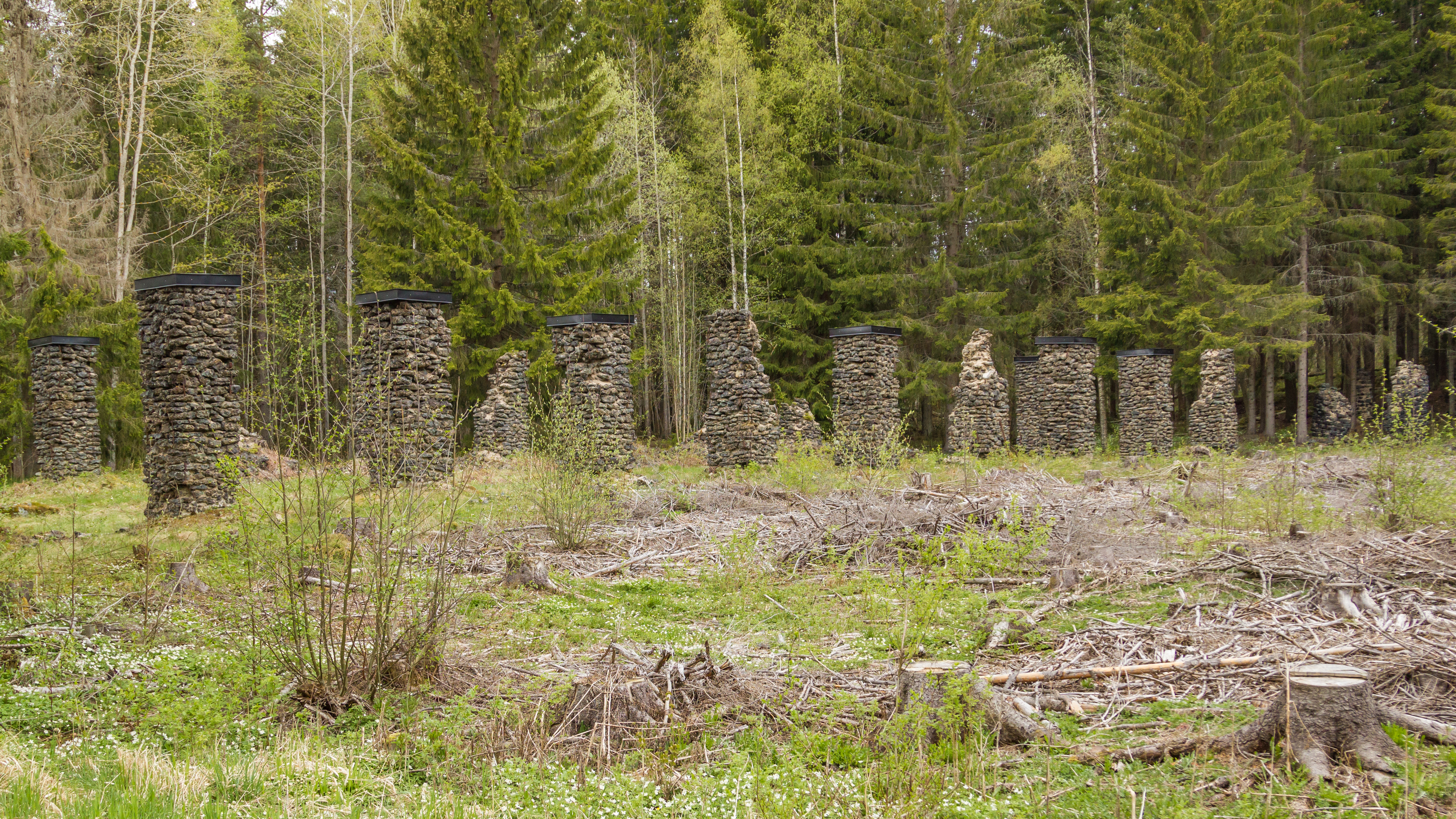
Samma kolhusruiner ur en annan synvinkel.

## Källhänvisningar
1. ↑  ”Brattfors”. Nordisk familjebok. Nordisk familjeboks förlags aktiebolag. 1905. sid. Sektion 3. https://runeberg.org/nfbd/0033.html. Läst 22 april 2013.
2. ↑  ”Händelser år 1905”. Järnvägar i historien. Historiskt om Svenska Järnvägar. http://www.historiskt.nu/bandata/bandelsdata/LOK-reg/H1900.htm#%C3%A5r1905. Läst 22 april 2013.
3. ↑  Lantmäteriet Historiska kartor Fors-Garpenbergs järnväg
4. ↑  Hansson, Bo. ”Sevärt Brattfors Bruk”. Arkiverad från originalet den 18 april 2013. https://archive.is/20130418120341/http://privat.bahnhof.se/wb278714/Sevart/sevart1.htm.
5. ↑  ”Garpenberg”. Nordisk familjebok. Nordisk familjeboks förlags aktiebolag. 1908. https://runeberg.org/nfbi/0400.html. Läst 22 april 2013.